# 李艷秋 (主播)
李艷秋（1957年10月17日—），出生於臺灣高雄縣，為台灣著名資深媒體人、主播、電視節目主持人、記者，曾擔任第51屆電視金鐘獎評審委員，也是该屆教育文化、兒少節目獎項召集人。

## 生平
- 李艷秋父親李玉慶為中華民國國軍軍官，1949年後來台灣。
- 李艷秋生於高雄楠梓，其上有四個哥哥，為家中么女。4歲隨家分配桃園內壢眷村
- 輔仁大學大傳系畢業。

## 華視時期
- 早年任職於華視新聞部。任職華視期間，曾經擔任華視新聞部記者及主播。在1980年至1996年間，擔任《華視晚間新聞》的主播，在臺灣家喻戶曉，與中視新聞的沈春華和台視新聞的李四端並稱老三台當家主播。
- 此外，也曾主持《莒光園地》（中華民國國軍莒光日電視教學節目）、《每日一字》（國語文教學節目）、《每日一辭》（國語文教學節目）、《生活論語》（國語文教學節目）、《今日特寫》（新聞雜誌節目）、《大櫥窗》（新聞雜誌節目）等華視節目，也曾擔任華視益智猜謎節目《智商180》製作人，且擔任《瞭望台》、《華視新聞雜誌》旁白。
- 1980年起，李艷秋多次奪得金鐘獎新聞播報獎項。1981年，李艷秋奪得金鐘獎「最佳電視新聞人員播報獎」。
- 1993年3月20日晚上，李艷秋獲得金鐘獎「新聞節目主持人獎」，並於領獎時自稱獲得「最佳傀儡獎」；她表示，她希望一位電視主播不但要有自己的主見，也要有自選採訪題材的權利。
- 1996年5月11日晚間，《華視晚間新聞》收播後，她正式離開華視。

## TVBS時期
- 她離開華視之後，投入TVBS成為談話節目主持人，當中曾主持《顛覆新聞》、《紅色香江》、《新聞夜總會》等節目。由於她接近二十年的新聞主播經驗，也成為TVBS培訓新聞主播的主要導師。
- 她一度於2000年7月至9月期間，重新坐上主播臺，播報TVBS-ASIA《全球新聞》，後才陸續由謝向榮、張恆芝接任。
- 另外，她也曾在前環保署長、新黨大老趙少康主理的飛碟電臺主持談話性節目《飛碟晚餐：李艷秋合眾國》。
- 2013年3月12日：她以因壓力大服用安眠藥、身體出問題必須調養理由，請辭主持12年的TVBS《新聞夜總會》節目主持人。[1]

## 主持作品

### 廣播節目
| 年份          | 頻道     | 節目                       | 備註 |
| ------------- | -------- | -------------------------- | ---- |
| 1997年-2005年 | 飛碟電臺 | 《飛碟晚餐：李艷秋合眾國》 |      |

### 電視節目
| 年份                         | 頻道      | 節目             | 備註           |
| ---------------------------- | --------- | ---------------- | -------------- |
|                              | 華視      | 《莒光園地》     |                |
|                              | 華視      | 《每日一字》     |                |
|                              | 華視      | 《每日一辭》     |                |
|                              | 華視      | 《生活論語》     |                |
|                              | 華視      | 《今日特寫》     |                |
|                              | 華視      | 《大櫥窗》       |                |
|                              | 華視      | 《智商180》      | 製作人         |
| 1984年                       | 華視      | 《瞭望台》       | 旁白           |
|                              | 華視      | 《華視新聞雜誌》 | 旁白           |
| 至1996年5月                  | 華視      | 《華視晚間新聞》 |                |
| 2014年12月13日—2015年3月7日  | 台視主頻  | 《女王的密室》   |                |
| 2000年7月至9月               | TVBS-ASIA | 《全球新聞》     |                |
| 2000年8月                    | 公視      | 《不老青春》     | 製作人兼主持人 |
|                              | TVBS頻道  | 《顛覆新聞》     |                |
|                              | TVBS頻道  | 《紅色香江》     |                |
|                              | TVBS頻道  | 《新聞樂透網》   |                |
|                              | TVBS頻道  | 《圓桌高峰會》   |                |
| 2001年8月20日至2013年3月15日 | TVBS頻道  | 《新聞夜總會》   | 主持人         |

### 網路節目
| 年份   | 頻道     | 節目           | 備註 |
| ------ | -------- | -------------- | ---- |
| 2017年 | Yahoo TV | 《科技敲敲門》 |      |
| 2017年 | 大雲文創 | 《字得其樂》   |      |

## 出版作品

### 著作
| 年份               | 書名                                                        | 出版社     | ISBN                   |
| ------------------ | ----------------------------------------------------------- | ---------- | ---------------------- |
| 1989年4月          | 《驚豔記》散文                                              | 中央日報社 |                        |
| 1991年             | 《親愛關係Ⅰ》與李濤合著                                     | 皇冠文化   | ISBN 9573306794        |
| 1995年             | 《親愛關係Ⅱ》與李濤合著                                     | 皇冠文化   | ISBN 957331178X        |
| 1997年6月20日初版  | 《新聞背後，真相之前》（Behind the News, Before the Truth） | 皇冠文化   | ISBN 957-33-1433-9     |
| 2006年             | 《不一樣的親密關係》（附VCD）                               | 法鼓文化   | ISBN 9789575983581     |
| 2007年11月16日初版 | 《走一條快樂學習的路》（與其子李志邦合著）                  | 天下文化   | ISBN 978-986-216-029-9 |

### 有聲故事書
- 十萬個為什麼?(1)
- 十萬個為什麼?(2)
- 十萬個為什麼?(3)
- 十萬個為什麼?(4)
- 十萬個為什麼?(5)
- 好寶寶床邊故事(1)
- 好寶寶床邊故事(2)
- 好寶寶床邊故事(3)
- 好寶寶床邊故事(4)
- 好寶寶床邊故事(5)
- 兒童動動腦(1):聰明急轉彎
- 兒童動動腦(2):謎語急轉彎
- 兒童動動腦(3):神童急轉彎
- 教學系列(1):ㄅㄆㄇ注音符號
- 教學系列(2):大家來學ABC
- 教學系列(3):小朋友123
- 教學系列(4):小朋友九九乘法
- 教學系列(5):大家來學三字經(上)
- 教學系列(6):小朋友學唐詩
- 教學系列(7)ㄅㄆㄇ拼音
- 教學系列(8):兒童KK音標
- 教學系列(9):孝順寶寶
- 教學系列(10):小朋友學-成語
- 教學系列(11):大家來學三字經(下)
- 教學系列(12):小朋友學唐詩(下)
- 教學系列(13):孝順寶寶(下集)
- 教學系列(14):小朋友-成語(下集)
- 說故事(1):虎姑婆
- 說故事(2):白雪公主
- 說故事(3):小紅帽＆吹牛伯爵
- 說故事(4):老鼠嫁女兒
- 說故事(5):小木偶奇遇記      
  - 李艷秋(主講)

## 曾獲獎項
| 年份   | 獲提名               | 獎項                         | 結果 |
| ------ | -------------------- | ---------------------------- | ---- |
| 1981年 | 《華視新聞》         | 第16屆金鐘獎播報人員獎       | 獲獎 |
| 1983年 | 《華視晨間新聞》     | 第18屆金鐘獎播報人員獎       | 獲獎 |
| 1985年 | 《中華文化海外薪傳》 | 第20屆金鐘獎採訪獎           | 獲獎 |
| 1993年 | 《華視晚間新聞》     | 第28屆金鐘獎新聞節目主持人獎 | 獲獎 |

## 註腳
1. ↑  李艷秋壓力大吞安眠藥　請辭12年《新聞夜總會》 （页面存档备份，存于）.ETtoday新聞雲.2013-03-13
2. ↑  科技敲敲門：新聞的未來 蛻變與重生 （页面存档备份，存于）.Yahoo TV
3. ↑  YouTube上的字得其樂播放列表

## 外部連結
- 李艷秋的新聞夜總會的Facebook專頁
- YouTube上的李艷秋的新聞夜總會頻道
- 台灣作家作品目錄資料庫——李艷秋 （页面存档备份，存于）